# Грамматчиков, Николай Николаевич
Николай Николаевич Грамматчиков (1862 — 1913) — горный инженер, управляющий Верхне-Уфалейского завода в 1898—1901 годах, принимал участие в уральской экспедиции Д. И. Менделеева.

## Биография
Родился в семье горного инженера Николая Александровича Грамматчикова (1832-?) и Александры Васильевны урождённой Романовой.
Окончил Горный институт в 1888 году по первому разряду.
Служил по Главному горному управлению без содержания от казны с откомандированием на заводы графа П. П. Шувалова в Пермской губернии с 1895—1898 годах.
С 6 марта 1898 года командирован на Сергинско-Уфалейские горные заводы на должность управляющего Верхне-Уфалейского завода до 31 марта 1901 года.
В августе 1899 года принимал участие в уральской экспедиции Д. И. Менделеева, предоставил материал для книги «Уральская железная промышленность в 1899 году».
Затем служил горным инженером в Платинопромышленной компании Анонимного общества с 31 марта 1901 года по 1913 год. На 1 июня 1910 года состоял на службе по Главному горному управлению без содержания и был откомандирован в распоряжение Платинопромышленной компании для технических занятий.

## Семья
- Сестра — Елизавета (1859—?)[8]
- Брат — Василий (1864—1938)[8], горный инженер, депутат Государственной думы I созыва от Пермской губернии, умер в Харбине.
- Сестра — Мария (1868—?)[8]
- Сестра — Лидия (1873—?)[8]

## Награды и чины
За свои достижения был неоднократно отмечен:
- коллежский асессор;
- 10.09.1897 — надворный советник[9];
- 1899 — орден Святого Станислава III степени;
- 10.12.1902 — коллежский советник;
- 1909 — орден Святой Анны III степени.